# ACOUSTIC 俺の太陽
『ACOUSTIC 俺の太陽』（アコースティック・おれのたいよう）は、日本のミュージシャン、長渕剛のセルフカバーアルバムである。
それまでに発表された代表曲を選出し、ギター弾き語り形式による全編アコースティックなサウンドで再録音されている。

## 背景
前作『SAMURAI』（1998年）を10月14日にリリース後、長渕は11月25日の大阪城ホールより1998年12月23日の奄美大島名瀬市体育館に至るまで、全国6都市全9公演におよぶライブツアー「LIVE'98 SAMURAI」を開催した。ツアー中の11月26日にはアルバム『SAMURAI』より「猿一匹、唄えば侍」をシングルカットとして自身初のマキシシングルでリリースした。また、本来であれば翌1999年にも「LIVE'98 - '99 SAMURAI」と題して5月3日の東京国際フォーラムから7月7日の沖縄コンベンションセンターまで継続してツアーが開催される予定であったが、長渕が筋力トレーニング中に右肘でサンドバッグを殴打したところ、傷口より細菌が侵入し右腕が腫れ上がったため緊急入院する事態となり、全国ツアー及び映画『英二』（1999年）の舞台あいさつの中止が発表された。
1999年には映画『ウォータームーン』（1989年）以来、およそ10年ぶりとなる主演映画『英二』が5月1日に公開された。長渕はこの映画に注力しており、製作発表の記者会見において、「僕のこれからの人生はもう、2つでいいと。ひとつはライブ、それともうひとつは僕の分身というか、小川英二をやっていくっていう事です」と語った。しかしこの映画は配給収入が約2.5億円と『ウォータームーン』を下回る結果となり、続編が製作される事はなく、以後長渕は映画には一切出演していない。
さらに同年10月2日から6日にかけて、「長渕剛　第一回詩画展『俺の太陽』」が東京銀座日動画廊にて開催された。このイベントではおよそ27000人を動員し、 約250点の詩画、各100枚のシルクスクリーン、5,000部の詩画集全てが完売する事となった。後に長渕は、詩画を始めるきっかけとなったのは僧侶の西村公朝との出会いであると語っている。以後、この詩画展は不定期で開催され続ける事となった。

## 音楽性
文芸雑誌『文藝別冊 長渕剛 民衆の怒りと祈りの歌』では、「長渕の吐息、ブレス、ため息、声の掠れ具合までが生々しく聴き取ることのできるミキシングが施され、長渕の"声の芸術"の輪郭をくっきりと浮き彫りにしている」、「『勇次』のような語りかける歌唱にしろ、トム・ウェイツを彷彿させる『RUN』にしろ、巻き舌で激しく咆哮する『俺の太陽』にしろ、どこまでも長渕の声そのものに焦点が絞られている」と表記されている。

## リリース
1999年12月22日にフォーライフ・レコードよりリリースされた。
また、本作と同時にシングルカットとして「涙のセレナーデ」がリリースされている。

## プロモーション
本作に関連するテレビ出演は、1999年10月17日にフジテレビ系音楽番組『ミュージックフェア』（1969年 - ）に出演、「とんぼ」、「巡恋歌」、「HOLD YOUR LAST CHANCE」、「乾杯」を演奏、10月18日にはフジテレビ系音楽番組『HEY!HEY!HEY! MUSIC CHAMP』（1994年 - 2012年）に出演、お笑いコンビのダウンタウンと2度目の共演を果たしトーク中に空手の板割りを披露した上、「とんぼ」、「STAY DREAM」を演奏した。また、10月23日にはNHK衛星第2テレビジョンにて『人間じゃ』が放送され、音楽グループのゆずがゲストとして参加し、長渕とセッションを行った。

## アートワーク
本作の歌詞カードには、レコーディングスタジオ内での長渕の写真が多数使用されており、曲ごとに使用されたギターの機種もクレジットされている。また、『Captain of the Ship』（1993年）より前作まであった著名人によるライナーノーツが本作では採用されていない。

## ツアー
本作リリース後は全国ツアーは開催されず、「LIVE ONLY 2X2 -an unplugged-」と題したイベントライブが2000年5月10日、11日に大阪城ホールで、5月16日、17日に日本武道館で行われた。また、このライブの模様を収録したライブビデオ『LIVE ONLY 2×2 an unplugged』が同年7月26日にリリースされた。

## 批評
| 専門評論家によるレビュー             | 専門評論家によるレビュー |
| レビュー・スコア                     | レビュー・スコア         |
| 出典                                 | 評価                     |
| ------------------------------------ | ------------------------ |
| CDジャーナル                         | 肯定的                   |
| 文藝別冊 長渕剛 民衆の怒りと祈りの歌 | 肯定的                   |

- 音楽情報サイト『CDジャーナル』では、「アンプラグドでのセルフ・カバーだが、"フィルター"が少ないだけに、シンガー・ソングライターとしてのパッションがストレートに伝わる。特に、一つ一つの言葉が粒だって前面に浮かび上がり、あらためて彼の内面に触れることができたような気がする」、「生ギターの音色と長渕の歌声だけで描かれ、リズムとメロディと言葉が真摯に伝わってくる」と評されている[9]。

- 文芸雑誌『文藝別冊 長渕剛 民衆の怒りと祈りの歌』では、「この作品は聴衆との経験の共有を前提としつつも、暗闇の中でひたすら内に向かっていく、問わず語り、独白劇である」、「長渕があえて喉をつぶし、声色を変え、歌唱法を刷新していったという逸話は有名だが、この作品を聴くと長渕が何を変えたくて、何を守りたかったのかというところまで見えてくる」と評されている[7]。

## チャート成績
オリコンチャートでは最高位5位、登場回数8回となり、売り上げ枚数は約24万枚となった。

## 収録曲
| 全作詞・作曲: 長渕剛。 |                              |           |            |                  |      |
| #                      | タイトル                     | 作詞      | 作曲・編曲 | 編曲             | 時間 |
| 1.                     | 「勇次」                     | 長渕剛    | 長渕剛     | 長渕剛           | 7:17 |
| 2.                     | 「HOLD YOUR LAST CHANCE」    | 長渕剛    | 長渕剛     | 長渕剛           | 4:44 |
| 3.                     | 「涙のセレナーデ」           | 長渕剛    | 長渕剛     | 笛吹利明、長渕剛 | 5:05 |
| 4.                     | 「素顔」                     | 長渕剛    | 長渕剛     | 笛吹利明、長渕剛 | 5:26 |
| 5.                     | 「とんぼ」                   | 長渕剛    | 長渕剛     | 長渕剛           | 4:55 |
| 6.                     | 「ひまわり」                 | 長渕剛    | 長渕剛     | 長渕剛           | 6:32 |
| 7.                     | 「RUN」                      | 長渕剛    | 長渕剛     | 長渕剛           | 6:16 |
| 8.                     | 「真っすぐな瞳のかあちゃん」 | 長渕剛    | 長渕剛     | 笛吹利明、長渕剛 | 6:01 |
| 9.                     | 「交差点'99」                | 長渕剛    | 長渕剛     | 長渕剛           | 5:16 |
| 10.                    | 「俺の太陽」                 | 長渕剛    | 長渕剛     | 長渕剛           | 3:45 |
| 11.                    | 「乾杯」                     | 長渕剛    | 長渕剛     | 長渕剛           | 4:25 |
| 合計時間:              | 合計時間:                    | 合計時間: | 59:42      |                  |      |

## 曲解説
1. 勇次 - 歌ではなく全編語りで収録されている
2. HOLD YOUR LAST CHANCE
3. 涙のセレナーデ
4. 素顔
5. とんぼ
6. ひまわり
7. RUN
8. 真っすぐな瞳のかあちゃん
9. 交差点'99 - 大幅なアレンジの変更と歌詞が一部変更されている
10. 俺の太陽
11. 乾杯

## スタッフ・クレジット

### 参加ミュージシャン
- 長渕剛 - ブルースハープ（1、2、4、5、9、11曲目）、アコースティックギター（2、4 - 6、8 - 11曲目）、ドブロ・ギター（7曲目）
- 笛吹利明 - アコースティックギター（1、3、4、10曲目）、フラットマンドリン（3、6、8曲目）、スライドドブロ（7曲目）、チャランゴ（7曲目）、ドブロ・ギター（8曲目）
- 三浦"Peter"浩 - オカリナ（6曲目）

### スタッフ
- 長渕剛 - プロデューサー
- 加藤謙吾 (Z's) - レコーディング・エンジニア、ミキシング・エンジニア
- 中津"Jackson"直也 (Mixer's Lab) - 追加エンジニア、アシスタント・エンジニア
- 笹川章光 (Yeep) - エキップメント・テクニシャン
- 三浦"Peter"浩 (Yeep) - エキップメント・テクニシャン
- 畠中ヤスシ (Yeep) - エキップメント・テクニシャン
- 佐藤清志 (Mixer's Lab) - アシスタント・エンジニア
- ボビー・ハタ - マスタリング・エンジニア
- 宮田文雄 (Music Land) - ミュージシャン・コーディネーター
- 佐藤世衣 (Z's) - プロダクション・コーディネーター
- SATOSHI MEZAWA（オフィス・レン） - ロード・マネージャー
- YOSHIKO FUKUNAGA（オフィス・レン） - デスク・マネージャー
- 池田雅彦（フォーライフ・レコード） - A&Rディレクター
- 渋谷高行（オフィス・レン&ユイ音楽工房） - スーパーバイザー
- 荒井博文 (Gil Produce) - アート・ディレクション、デザイナー
- 大川壮一郎 - 写真撮影
- 後藤由多加（フォーライフ・レコード） - エグゼクティブ・プロデューサー
- YUSHIRO OTOMO - スペシャル・サンクス
- パラダイススタジオスタッフ - スペシャル・サンクス
- "Live SAMURAI"ステージスタッフ - スペシャル・サンクス
- NAGABUCHI TSUYOSHI CLUB - スペシャル・サンクス